# Kasztelania kowalska
Kasztelania kowalska – kasztelania mieszcząca się niegdyś w województwie brzeskokujawskim, z siedzibą (kasztelem) w Kowalu .

## Kasztelanowie kowalscy
| Imię i nazwisko       | Okres urzędowania                     | p.    |
| --------------------- | ------------------------------------- | ----- |
| Krzesław              | (już 1439?) 1440–1467 (jeszcze 1469?) | [ 2 ] |
| Wojciech Kościelski   | (już 1467?) 1469–1497 (jeszcze 1498?) | [ 2 ] |
| Mikołaj Wilkowski     | (już 1497?) 1498–1507 (jeszcze 1508?) | [ 2 ] |
| Wincenty Lubieński    | (już 1507?) 1508–1512 (jeszcze 1513?) | [ 2 ] |
| Jan Żorawski          | (już 1512?) 1513–1513                 | [ 2 ] |
| Wojciech Kaczkowski   | 1513–1514                             | [ 2 ] |
| Jan Kościelecki       | 1514–1520                             | [ 3 ] |
| Piotr Służewski       | 1520–1524 (jeszcze 1526?)             | [ 2 ] |
| Andrzej Krotoski      | (już 1524?) 1527–1535                 | [ 2 ] |
| Marcin Lwowski        | 1535–1535 (jeszcze 1540?)             | [ 2 ] |
| Mikołaj Baruchowski   | (już 1535?) 1543–1545                 | [ 2 ] |
| Łukasz Lubieński      | 1545–1567 (jeszcze 1572?)             | [ 2 ] |
| Stanisław Sierakowski | (już 1569?) 1572–1576                 | [ 2 ] |
| Jan Szamowski         | 1576–1577                             | [ 2 ] |
| Janusz Rysiński       | 1577–1608 (jeszcze 1612?)             | [ 2 ] |
| Jakub Łowicki         | (już 1608?) 1612–1619                 | [ 2 ] |
| Stanisław Jemielski   | 1619–1646 (jeszcze 1647?)             | [ 2 ] |
| Jakub Trzebuchowski   | (już 1646?) 1647–1663 (jeszcze 1665?) | [ 2 ] |
| Jan Urbański          | 1665–1665 (jeszcze 1669?)             | [ 2 ] |
| Stefan Jarnowski      | 1669–1681                             | [ 2 ] |
| Stanisław Jemielski   | 1681–1685                             | [ 2 ] |
| Mikołaj Wierzbowski   | 1685–1700 (jeszcze 1701?)             | [ 2 ] |
| Adam Lubstowski       | (już 1700?) 1701–1701                 | [ 2 ] |
| Andrzej Jarnowski     | 1704–1726 (jeszcze 1727?)             | [ 2 ] |
| Józef Kretkowski      | 1727–1729                             | [ 2 ] |
| Wojciech Bniński      | 1729–1755                             | [ 2 ] |
| Józef Dąmbski         | 1755–1778                             | [ 2 ] |
| Józef Brzeziński      | 1778–1779                             | [ 2 ] |
| Piotr Sumiński        | 1779–1783                             | [ 2 ] |
| Jan Dąmbski           | 1783–1783                             | [ 2 ] |
| Kazimierz Bogatko     | 1783–1788                             | [ 2 ] |
| Antoni Biesiekierski  | 1788–1793                             | [ 2 ] |